# Voria signata
Voria signata là một loài ruồi trong họ Tachinidae.